# چو چو چارلز
چو چو چارلز یک بازی ویدئویی ترسناک مستقل محصول ۲۰۲۲ است که توسط بازی‌های دوستاره ساخته و منتشر شده است. بازیکن کنترل یک شخصیت شکارچی هیولا را با هدف ارتقاء سیستم دفاعی قطار خود به منظور مبارزه و شکست شخصیت آنتاگونیست اصلی، چارلز، یک هیولای ترکیبی شیطانی قطار عنکبوتی که در مناظر پرسه می‌زند و به دنبال مردمی برای خوردن است، بر عهده دارد. این بازی نقدهای متفاوتی از منتقدان دریافت کرد، اگرچه استقبال بازیکنان مثبت‌تر بود.

## گیم‌پلی
گیم‌پلی شامل سفر در یک نقشه جهان باز در قطار، انجام وظایف برای ان‌پی‌سی‌های بازی، جمع‌آوری لوت و استفاده از آن برای ارتقاء قطار به منظور مبارزه با چارلز است که به‌طور دوره‌ای بازیکن را شکار می‌کند. هدف از این بازی جمع آوری سه تخم درخشان است که چارلز را برای مبارزه با بازیکن به عنوان باس‌فایت نهایی احضار می کند. بازی حدودا سه تا پنج ساعت طول می‌کشد تا تمام شود.
نقشه بازی، جزیره‌ای را نشان می‌دهد که با خطوط راه‌آهن به هم پیوسته پوشانده شده است که قطار بازیکن را به مکان‌هایی می‌برد که می‌توان برای شخصیت‌های ان‌پی‌سی ماموریت‌ها را تکمیل کرد. چهار شخصیت اصلی ان‌پی‌سی هستند که داستان اصلی را پیش می‌برند. علاوه بر چارلز، بازیکن با دشمنان انسانی مسلح نیز روبرو می‌شود که از سه تخم درخشان مورد نیاز برای تکمیل بازی محافظت می‌کنند. بازی، بازیکنان را تشویق می‌کند تا از مخفی کاری استفاده کنند تا از کنار این نگهبانان برای سرقت تخم‌ها و فرار بدون اطلاع قبلی استفاده کنند، اگرچه می‌توان به سادگی از کنار آنها فرار کرد. ماموریت‌های اختیاری بازی معمولاً شامل واکشی اشیا برای شخصیت‌های ان‌پی‌سی است.

## داستان
بازیکن یک شخصیت ناشناس و شکارچی هیولا را کنترل می‌کند که به جزیره آراناروم احضار می‌شود تا با چارلز که دوستش یوجین او را "نیم قطار، نیم گیگا عنکبوت" توصیف می‌کند، برخورد کند. به محض ورود، چارلز به آنها حمله می‌کند و یوجین را می‌کشد، اما نه قبل از اینکه به بازیکن بگوید تخم‌های چارلز را پیدا کند، که بازیکن می‌تواند از آنها برای احضار و مبارزه با چارلز استفاده کند.
پائول، پسر یوجین و معدنچیان جزیره نقشه‌ای برای شکست دادن چارلز تدوین کرده‌اند، اما برای اجرای آن به بازیکن نیاز دارند. بازیکن با قطاری که با یک تفنگ نصب شده است در جزیره رها می‌شود و هدف آن این است که جزیره را طی کند تا با شخصیت‌های مختلف ان‌پی‌سی ملاقات کند. این شخصیت‌ها کلیدهای معدن‌هایی را که تخم‌های درخشان چارلز در آن قرار دارند، تکه‌هایی برای ارتقای قطار و سلاح‌هایی برای مبارزه بهتر با چارلز به بازیکن می‌دهند. بازیکن همچنین با فرقه‌هایی به رهبری وارن چارلز سوم که قصد دارند از چارلز برای تسلط بر جهان استفاده کنند، در تماس است.
پس از جمع آوری هر سه تخم، بازیکن چارلز را احضار می‌کند که به "چارلز جهنمی" تبدیل می‌شود و وارن را قبل از حمله به بازیکن می‌کشد. پس از یک نبرد طاقت فرسا، بازیکن با موفقیت چارلز را بر روی پلی که آنها و پائول با مواد منفجره ساخته بودند فریب می‌دهد و آن را منفجر می‌کند و چارلز شدت سقوط می‌کند و این سقوط، او را به مرگ می‌کشاند و سر او در یک میله فلزی تیر، فرو می‌رود.
با این حال، در یک صحنه پس از تیتراژ، مشخص شد که چارلز چندصد تخم در یک غار پنهان کرده است که نشان دهنده بازگشت اوست.

## توسعه و انتشار
چو چو چارلز توسط گاوین آیزنبیز به تنهایی با استفاده از آنریل انجین توسعه داده شد. او روند توسعه را در وبلاگ‌های یوتیوب خود ثبت کرد.
چو چو چارلز از چارلی چو چو الهام گرفته شده است، کتابی برای کودکان در سال ۲۰۱۶ که توسط استیون کینگ به عنوان بخشی از مجموعه برج تاریک نوشته شده است، و همچنین توماس، انجین تانک.
این بازی در ۹ دسامبر ۲۰۲۲ برای ویندوز منتشر شد، اگرچه آیزنبیز قصد دارد بازی را به کنسول‌ها نیز منتقل کند.

## بازتاب‌ها
| گردآورنده | امتیاز |
| --------- | ------ |
| متاکریتیک | ۵۳/۱۰۰ |

| ناشر      | امتیاز       |
| --------- | ------------ |
| دستراکتید | 6.5/10 ستاره |
| آی‌جی‌ان    | 4/10 ستاره   |

پس از انتشار اولین تریلر در سال ۲۰۲۱، این تریلر در اینترنت پخش شد و واکنش‌هایی را در وب‌سایت‌هایی مانند توییتر و ردیت برانگیخت.
چو چو چارلز امتیاز ۵۳ از ۱۰۰ را در سایت مجموع بررسی متاکریتیک دریافت کرد که نشان‌دهنده "بررسی‌های ترکیبی یا متوسط" است.
استیو هوگارتی از راک، پیپر، شات‌گان این بازی را به عنوان "بسیار کوتاه و خسته کننده برای بازی برای مدت زمان طولانی" توصیف کرد. او گفت که بازی مفهوم خوبی دارد، اما این مفهوم بسیار نازک کشیده شده است. زک زویزن از کوتاکو از بازی به دلیل اتکا به "بخش‌های مخفی کاری بد"، فقدان ترس، و مدت زمان کوتاه بازی انتقاد کرد. تراویس نورثاپ از آی‌جی‌ان به بازی امتیاز ۴ از ۱۰ داد و آن را به‌عنوان «سطحی» و «کسل کننده‌تر از آن چیزی که (او) فکر می‌کرد ممکن بود» توصیف کرد. او همچنین بخش‌های مخفی کاری را به عنوان "به طرز تهاجمی نه سرگرم کننده" توصیف کرد. زویی هندلی از دستراکتید به بازی نمره ۶.۵ از ۱۰ را داد و آن را به عنوان یک بازی "خوب" توصیف کرد.